# Thomas Ginderup
Thomas Ginderup (født 25. september 1813 i København, død 2. februar 1898 sammesteds) var en dansk kammerassessor og konstitueret notarius publicus. 
Ginderup var søn af toldassistent Thomas Jensen Ginderup og Marie Frederikke f. Tychsen. Han var oprindelig hørkræmmer, men blev alligevel – uden nogen eksamen – fuldmægtig i notarkontoret. I 1869 blev han kammerassessor, og året efter efterfulgte han N.C.L. Abrahams som notarius publicus. Ginderup blev aldrig udnævnt til dette embede, men vedblev indtil sin fratræden i 1895 at være konstitueret. Dette hang ifølge Politiken sammen "med nogle utopiske Forestillinger om Retsreformen som nærtforestaaende, hvorfor man Aar for Aar udsatte Ginderups Udnævnelse." Derudover var en del af forklaringen sikkert hans manglende uddannelse, som var bemærkelsesværdig for en mand i hans stilling.
Ikke desto mindre var Ginderup "et Fænomen imellem danske Embedsmand," som Dannebrog udtrykte det, og tillige en ganske særlig personlighed i den københavnske offentlighed: "Han [var] en pertentlig Herre med et fint ciseleret Ansigt, der levende [mindede] om den tyske Feltmarschal Moltkes, snehvidt tyndt Haar, en spinkel Figur og smaa hvide Hænder. Undertiden [kunne] ansigtet faa et arrigt Udseende, særlig naar nogen [havde] taget hans 1ste Plads i Cirkus Varieté, hvor han [var] Stamgæst, eller hos Wivel, hvor han hver Aften i Østerssæsonen [spiste] de delikate Skalddyr." Ginderup tjente en stor formue i sit embede og levede de sidste mange år af sit liv i sin ejendom Vesterbrogade 33. Han blev i 1896 ridder af Dannebrog. Hans bror var den kendte københavnske restauratør, kammerråd Carl Ginderup. 
Ginderup giftede sig i 1850 med Nancy Magnine Robertine f. Grandjean, datter af forpagter August Grandjean.